# Dichlorphenole
Die Dichlorphenole (DCP) bilden eine Gruppe von aromatischen Verbindungen aus der Gruppe der Chlorphenole, die sich sowohl vom Phenol als auch vom Chlorbenzol bzw. den Dichlorbenzolen ableiten. Die Struktur besteht aus einem Benzolring mit angefügter Hydroxygruppe (–OH) und zwei Chloratomen (–Cl) als Substituenten. Durch deren unterschiedliche Anordnung ergeben sich sechs Konstitutionsisomere. Sie besitzen die Summenformel C6H4Cl2O, eine molare Masse von 163,00 g/mol und liegen als farblose Kristallnadeln vor. Bei ihrer Herstellung entstehen unter ungünstigen Bedingungen als Nebenprodukt polychlorierte Dibenzodioxine und Dibenzofurane. Vor allem das 2,4-Dichlorphenol wird zur Herstellung von Herbiziden verwendet.

## Eigenschaften
| Gefahrensymbol | Gefahrensymbol |

| Gefahrensymbol |

| Gefahrensymbol | Gefahrensymbol |

| Gefahrensymbol |

| Gefahrensymbol | Gefahrensymbol |

| Gefahrensymbol |

| Gefahrensymbol | Gefahrensymbol |

| Gefahrensymbol | Gefahrensymbol |

| Gefahrensymbol |

## Verwendung
2,4-Dichlorphenol wird in Mottenschutzmitteln und als Antimykotikum in Strümpfen, Schuheinlagen etc. verwendet sowie zur Herstellung von Herbiziden, wie 2,4-Dichlorphenoxyessigsäure, welches die Hälfte des im Vietnamkrieg eingesetzten Entlaubungsmittel Agent Orange ausmachte. 3,5-Dichlorphenol dient in einigen standardisierten Biotestverfahren für Wasser, wie dem Leuchtbakterientest, als Referenzsubstanz.

## Biologische Bedeutung
2,6-Dichlorphenol wird von den Weibchen von 14 Zeckenarten als Pheromon verwendet und 2,4-Dichlorphenol von Penicillin-Schimmelpilzen als Wachstumshormon produziert.